# Dialectica rendalli
Dialectica rendalli là một loài bướm đêm thuộc họ Gracillariidae. Nó được tìm thấy ở Jamaica, Puerto Rico và quần đảo Virgin (Saint Croix và Saint Thomas).
Ấu trùng ăn Hibiscus rosa-sinensis. Chúng có thể ăn lá nơi chúng làm tổ.